# علي بن عمر
علي بن عمر هو حاكم وسلطان المغرب السابع من الأدارسة. تولى الحكم بعد وفاة يحيى الثاني بن يحيى في عام 874 م. خلال حكمه، فقد الأدارسة عاصمتهم فاس. توفي في 883 م.